# امصلعاء (مكيراس)

تعديل مصدري - تعديل

امصلعاء هي إحدى قرى عزلة مكيراس بمديرية مكيراس التابعة لمحافظة البيضاء، بلغ تعداد سكانها 28 نسمة حسب تعداد اليمن لعام 2004.